# Laura Rangoni
Laura Rangoni (Bologna, 23 dicembre 1962 – Bicos, 4 gennaio 2022) è stata una gastronoma, giornalista e scrittrice italiana.

## Biografia
Nata a Bologna nel 1962, si trasferì a Monza a 14 anni. Dopo la maturità magistrale si laureò in lettere all'Università degli Studi di Milano.
Fin dagli anni ottanta pubblicò saggi e poesie. Intraprese quindi la carriera giornalistica, collaborando con testate giornalistiche e riviste di settore, ma anche programmi radiofonici e televisivi.
Dopo anni dedicati alle religioni precristiane e all'antropologia magico-religiosa, si specializzò sulla gastronomia, di cui fu una delle maggiori interpreti in Italia con 63 libri scritti sul tema. Ad oggi le sue pubblicazioni constano di circa 106 titoli, oltre quelli pubblicati sotto pseudonimo. Diresse inoltre riviste di settore enogastronomico, oltre alla rivista on-line di enogastronomia Cavolo Verde.
Laura Rangoni è morta improvvisamente a Bicos (Portogallo) il 4 gennaio 2022, per arresto cardiaco.

## Opere
Cucina
- 1001 ricette di pizze, focacce e torte salate (Newton & Compton, Roma Ottobre 2011, Pagine 552, ISBN 978-88-541-2775-3)
- Il grande libro dell'orto e della cucina naturale (Newton & Compton, Roma Luglio 2011, Pagine 320, ISBN 978-88-541-3031-9)
- 1001 ricette della nonna (Newton & Compton, Roma Aprile 2011, Pagine 576, ISBN 978-88-541-2786-9)
- Stoccafisso e Baccalà (Ligurpress, Genova Settembre 2009, Pagine 249, ISBN 978-88-6406-025-5)
- Profumi e sapori di Funghi (Ligurpress, Genova Settembre 2009, Pagine 123, ISBN 978-88-89384-29-9)
- La cucina della salute (Newton & Compton, Roma 2011, Pagine 432)
- Centouno ricette da preparare al tuo gatto almeno una volta nella vita (Newton & Compton, Roma 2010, Pagine 191)
- Centouno ricette da preparare al tuo cane almeno una volta nella vita (Newton & Compton, Roma 2010, Pagine 189)
- La cucina piemontese (Newton & Compton, Roma 2010, EAN 9788854116122, Pagine 384)
- Kitchen revolution (Newton & Compton, Roma 2009, ISBN 978-88-541-1556-9, Pagine 384)
- Profumi e sapori di Pasta (Ligurpress, Genova 2009, Pagine 536)
- La cucina bolognese in oltre 450 ricette tradizionali (Newton & Compton, Roma 2009, ISBN 978-88-541-1258-2, Pagine 411)
- Turisti per cacio (Newton & Compton, Roma 2009, ISBN 978-88-541-1200-1, Pagine 512)
- 1000 ricette di mare (Newton & Compton, Roma 2008, pag. 640, ISBN 978-88-541-1140-0)
- Ammazzaciccia (Newton & Compton, Roma 2008, pag. 512, ISBN 88-541-0956-8)
- Peccati di gola (Newton & Compton, Roma 2007, pag. 512 0).
- La cucina toscana di mare (Newton & Compton, Roma 2007, ISBN 978-88-541-0880-6, Pagine 256)
- La cucina pugliese di mare (Newton & Compton, Roma 2007, ISBN 978-88-541-0874-5, Pagine 256)
- La cucina sarda di mare (Newton & Compton, Roma 2007, ISBN 978-88-541-0872-1, Pagine 256)
- Focacce e farinate. Facili ricette per preparare delle vere golosità (Servizi Editoriali Edizioni Publisher, genova 2007, Pagine: 348, ISBN 978-88-89384-24-4)
- I dolci piemontesi (Newton & Compton, Roma 2007, pag. 224)
- Il Mestolo di legno. Per riscoprire il profumo e il sapore della cucina popolare rustica e contadina. (Servizi Editoriali, Genova 2006, pag. 402)
- Ricette facili con le erbe (De Vecchi, Milano 2006, pag. 160)
- Mille ricette di cucina orientale (Newton & Compton, Roma 2005, pag. 416)
- 500 ricette di piatti unici (Newton & Compton, Roma 2004, pag. 270)
- 500 ricette di zuppe e minestre (Newton & Compton, Roma 2004, pag. 270)
- Profumi e sapori del vecchio Piemonte (Servizi Editoriali, Genova 2004, pag. 312)
- Liguria in arbanella. Le buone ricette sottovetro della tradizione (Servizi Editoriali, Genova 2004, pag. 144)
- Fitocucina. Erbe e vegetali nei piatti della tradizione (Viennepierre, Milano 2004, pag. 224)
- La cucina dietetica (Newton & Compton, Roma 2004, pag. 432)
- 1000 ricette di cucina dietetica (Newton & Compton, Roma 2004, pag. 432)
- 1000 ricette di pollo tacchino e coniglio (Newton & Compton, Roma 2004, pag. 432)
- 1000 ricette vegetariane (Newton & Compton, Roma 2003, pag. 416)
- 1000 ricette di cucina vegetariana (Newton & Compton, Roma 2003, pag. 416)
- 1000 ricette di mare. Pesci, molluschi, crostacei (Newton & Compton, Roma 2003, pag. 448)
- La cucina genovese (Newton & Compton, Roma 2003, pag. 256)
- La cucina milanese (Newton & Compton, Roma 2003, pag. 256)
- Cucina giapponese (Edizioni Sonda, Torino 2002, pag. 144)
- 1000 ricette rustiche di mare, montagna e campagna (Newton e Compton, Roma 2001, pag. 400)
- 1000 ricette per cucinare uova, frittate e omelette (Newton e Compton, Roma 2001, pag. 352)
- Cucinare con i cereali (Newton e Compton, Roma 2001, pag. 288)
- 500 ricette con i cereali (Newton e Compton, Roma 2007, pag. 288)
- Le 300 migliori ricette di pizze, focacce e calzoni (Newton e Compton, Roma 2001, pag. 192)
- I sapori della nostalgia. La cucina tradizionale umbra (Scipioni, Valentano 2001, pag. 96)
- Le vie dell'acciuga. Storia, mito e tradizione culinaria (Daniela Piazza, Torino 2001, pag. 176)
- Cucine cinesi (Edizioni Sonda, Torino 2001, pag. 160, seconda edizione).
- Cucine indiane (Edizioni Sonda, Torino 2000 pag. 144, seconda edizione).
- La montagna nel paiolo. Le zuppe tradizionali (L'Arciere, Cuneo 2000, pag. 120)
- A tavola con i re. I Savoia. Storie, curiosità e misteri sabaudi (L'Arciere, Cuneo 2000, pag. 58)
- Le cento migliori ricette della nonna (Newton e Compton, Roma 2000, pag. 66)
- Trecento semplici, originali e golose ricette con i Baci (Newton e Compton, Roma 2000, pag. 192)
- La povera nobiltà della trippa (Maria Pacini Fazzi, Lucca 2000, pag. 68)
- 365 modi di cucinare pollo, coniglio e tacchino (Newton e Compton, Roma 1999, pag. 192)
- Le cento migliori ricette di paté, terrine, crostini e crostoni (Newton e Compton, Roma 1999, pag. 66)
- Le cento migliori ricette per cenette a lume di candela (Newton e Compton, Roma 1999, pag. 66)
- L'aceto balsamico modenese. Il sapore della tradizione (Maria Pacini Fazzi, Lucca 1998, pag. 104)
- Polenta e bruscitti. (Editore Macchione, Varese 1995, pag. 122)
- Fresco come un pesce (Editoriale Il Torchio, Milano 1991, pag. 24)
- Cucinare a microonde (Editoriale Il Torchio, Milano 1991, pag. 24)

Esoterismo, magia e spiritualità
- Il Cristianesimo (Xenia, Milano 2007, pag. 512, ISBN 88-7273-598-X).
- Il grande libro degli amuleti e dei talismani (Xenia, Milano 2006, pag. 348)
- Liguria stregata. (Servizi Editoriali, Genova 2006, pag. 152)
- La magia dei Celti (Xenia, Milano 2006, pag. 128).
- La Grande Madre (Xenia, Milano 2005, pag. 126).
- Il grande libro delle erbe magiche (Xenia, Milano 2005, pag. 412)
- Gli animali magici (Xenia, Milano 2005, pag. 126).
- I luoghi magici del mondo (Xenia, Milano 2005, pag. 126).
- Il Paganesimo (Xenia, Milano 2005, pag. 126).
- Manuale pratico di divinazione popolare (De Vecchi, Milano 2004, pag. 174)
- Manuale pratico di divinazione popolare (Seconda edizione speciale per il circuito Euroclub).
- Le fate (Xenia, Milano 2004, pag. 126).
- La magia con la natura (Xenia, Milano 2004, pag. 126).
- Vivere Wicca (Xenia, Milano 2004, pag. 252)
- Il libro delle candele. Influssi e poteri (De Vecchi, Milano 2002, pag. 224)
- Las Velas, influjos y poderes traduzione spagnola, Editorial De Vecchi.
- La Wicca. Il manuale della strega buona (Xenia, Milano 2002, 3ª edizione, pag. 126).
- Lombardia misteriosa (Editore Macchione, Varese 2001, pag. 116)
- Indagine sul Piccolo Popolo (Atlantide, Milano 2000, pag. 144)
- I percorsi del simbolo. Scritti sull'esoterismo nell'arte e nella letteratura (Nino Aragno, Torino 1999, pag. 132)
- I sessi del diavolo. Iconografia della tortura e della stregoneria (Asefi Terziaria, Milano 1995, pag. 208, illustrazioni in b/n)

Medicina popolare
- Le armi della seduzione (Xenia, Milano 2006, pag. 252)
- La signora delle erbe. Una vita da strega (Ananke, Torino 2005, pag. 144)
- Il biologico. Uno stile di vita naturale (Xenia, Milano 2003 pag. 126).
- Donne selvagge. Dalla Dea alla strega, percorsi di sciamanismo femminile (Ananke, Torino 2002, pag. 160)
- Le erbe delle donne. Fiori e piante dell'arco alpino tra cucina, medicina popolare e bellezza. (Daniela Piazza, Torino 2002, pag. 200)
- La Garden therapy. Giardinaggio e benessere (Xenia, Milano 2002, pag. 126).
- La medicina popolare (Xenia, Milano 2001, pag. 126).
- Fiori che guariscono (Xenia, Milano 2001, pag. 188)
- Mangiar da streghe (Golosia-Mursia, Milano 1999, pag. 136)
- Alberi che guariscono (Xenia, Milano 1999, pag. 188)

Poesia
- Dialogo con l'Ombra (L.R.E., Milano 1997, pag. 64)
- Oltre il muro di gomma (L.R.E., Milano 1993, pag. 64)
- Melodiando (Montedit, Cernusco s.N. 1990, pag. 64)
- Piaghe di silenzio (Edizioni Bottega di poesia, 1986, pag. 24)
- Nel miracolo del quotidiano (In Milano presso l'Autrice, 1986).
- Autunno a Monza (Editrice Italia Letteraria, Milano 1982, pag. 116)
- L'Immortalità (Xenia, Milano 2006, pag. 126).
- La tortura (Xenia, Milano 2003, pag. 126).
- A piedi nel Medioevo. Turismo e fede sulle strade di Lombardia (Editore Macchione, Varese 2000, pag. 104) In collaborazione con Massimo Centini.
- Antonio Tempesta, De gli instrumenti di martirio e delle varie maniere di martoriare (Nino Aragno, Torino 1999, pag. 112) (A cura di Laura Rangoni)
- Focaccia e altre estasi. Come alleggerire l'anima dai chili in più (Golosia-Mursia, Milano 1998, pag. 160)
- Il Mostro dentro (L.R.E., Milano 1993)